# Anacolia menziesii
Espèce
Anacolia menziesii est une espèce de mousse de la famille des Bartramiaceae.